# El justiciero del mediodía
El justiciero del mediodía, también conocida como Un héroe en apuros (título original: Il giustiziere di mezzogiorno) es una película italiana de comedia estrenada en 1975, dirigida y coescrita por Mario Amendola y protagonizada en el papel principal por Franco Franchi.
Se trata de una parodia de la película estadounidense Death Wish de 1974, dirigida por Michael Winner y protagonizada por Charles Bronson.

## Sinopsis
El agrimensor Franco Gabbiani es abandonado por su esposa Ágata que lleva consigo a su pequeña hija Titina. Además, es acosado por el gerente de la oficina y tiene que lidiar con las ofertas amorosas de la señora Barzuacchi. Exasperado, Franco decide vengarse de policías, políticos y matones deshonestos, hasta que su esposa y su hija regresan con él.

## Reparto
- Franco Franchi como Franco Gabbiani
- Ombretta De Carlo como Ágata, mujer de Franco
- Aldo Puglisi como	Fernando
- Maria Antonietta Beluzzi como Señora Barzuacchi
- Gigi Ballista como Director Rossetti
- Raf Luca como	Ingeniero
- Franco Diogene como Vigile Corrotto
- Enzo Andronico como Padre de familia
- Gino Pagnani como	Capo del Padre de familia
- Vincenzo Crocitti como Trippa
- Jimmy il Fenomeno como Enfermero que pesca anguilas
- Guido Cerniglia como Profesor Dardanelli